# Недзьведзь (Сташовський повіт)
Недзьведзь (пол. Niedźwiedź) — село в Польщі, у гміні Боґорія Сташовського повіту Свентокшиського воєводства.
Населення — 192 особи (2011).
У 1975-1998 роках село належало до Тарнобжезького воєводства.

## Демографія
Демографічна структура на день 31 березня 2011 року:
|          | Загалом | Допрацездатний вік | Працездатний вік | Постпрацездатний вік |
| -------- | ------- | ------------------ | ---------------- | -------------------- |
| Чоловіки | 86      | 18                 | 55               | 13                   |
| Жінки    | 106     | 23                 | 48               | 35                   |
| Разом    | 192     | 41                 | 103              | 48                   |